# Bière
Pour les articles homonymes, voir Bière (homonymie).

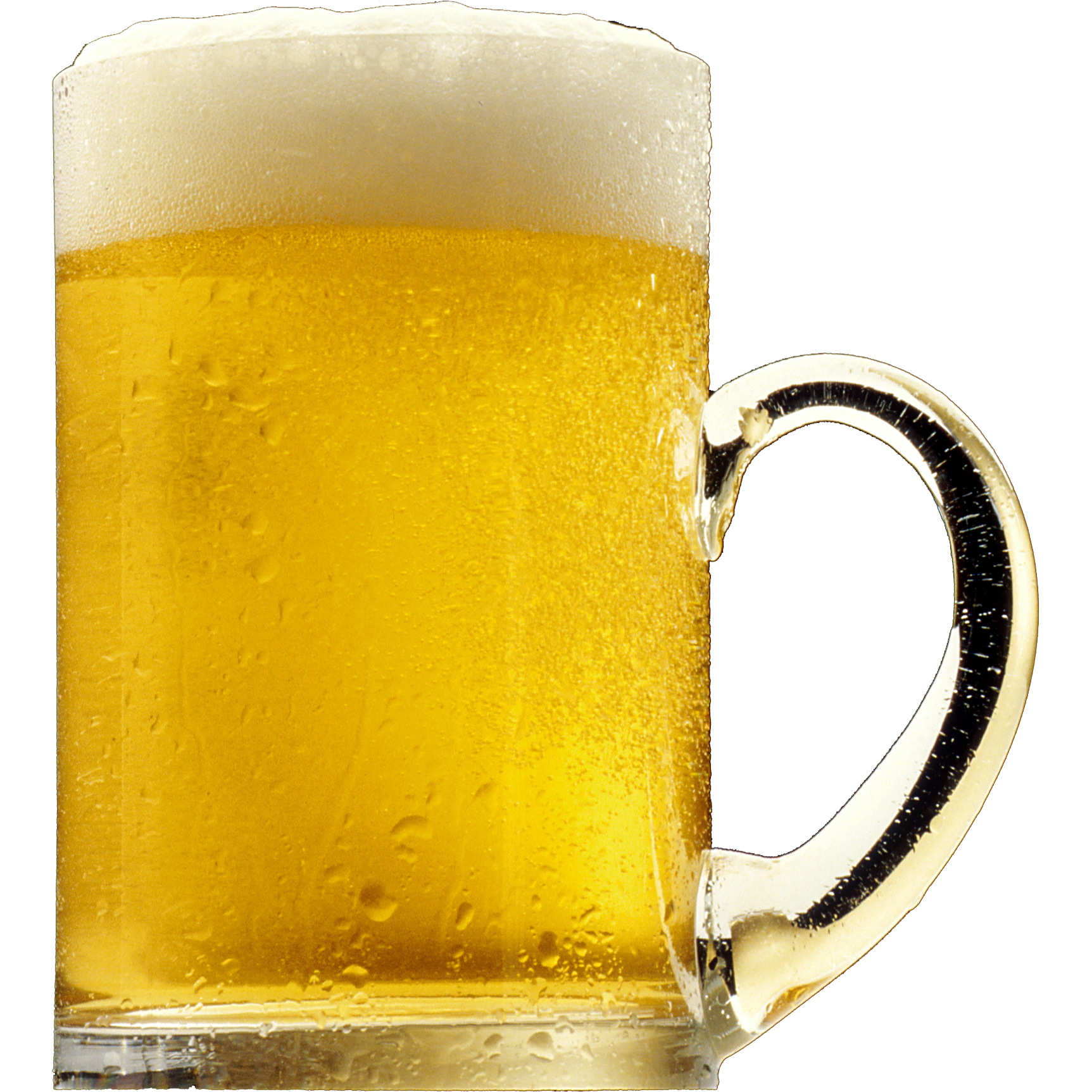
Une chope de bière.

La bière est une boisson alcoolisée obtenue par fermentation alcoolique d'un moût de produits végétaux amylacés tels que l'orge, le maïs, le riz, la banane, le manioc… Ce moût est obtenu à l'issue d'une étape importante de la fabrication de la bière, le brassage, opération à l'origine des vocables brasseur et brasserie. C'est la plus ancienne boisson alcoolisée connue au monde et la boisson la plus consommée après l'eau et le thé.

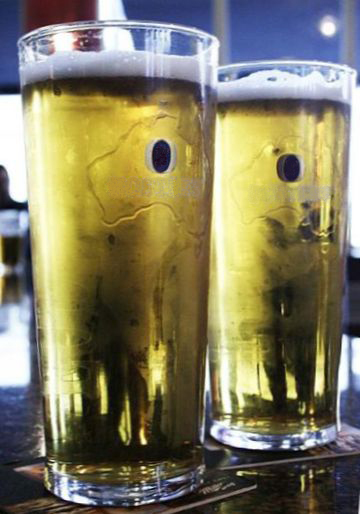
Deux pintes de bière.

La bière actuelle (à partir du Moyen Âge) est généralement produite à partir d’eau, de malt d'orge (parfois additionnée d'autres céréales) et de houblon. Ce dernier, en particulier, apporte un parfum et de l'amertume à la bière et agit comme conservateur. Cette boisson est consommée à la pression, en bouteille ou en canette. La production de bière est réalisée industriellement ou artisanalement dans une brasserie, tout en étant possible par le particulier. En Europe francophone, les régions traditionnelles de la bière sont l'Alsace, le Nord-Pas-de-Calais et la Belgique.
La consommation de bière est à l'origine de nombreux évènements festifs tels que la Fête de la bière, le Mondial de la bière, la Journée internationale de la bière ; et suscite également de nombreux jeux à boire comme le bière-pong, le Flip cup (en), le bong à bière (en), la botte de bière (de) ou le barathon. Des versions très faiblement alcoolisées (variant de 2° à 0°) sont présentes sur le marché. Contrairement aux autres boissons « sans alcool », elles sont élaborées par les mêmes procédés que la bière classique.

## Histoire

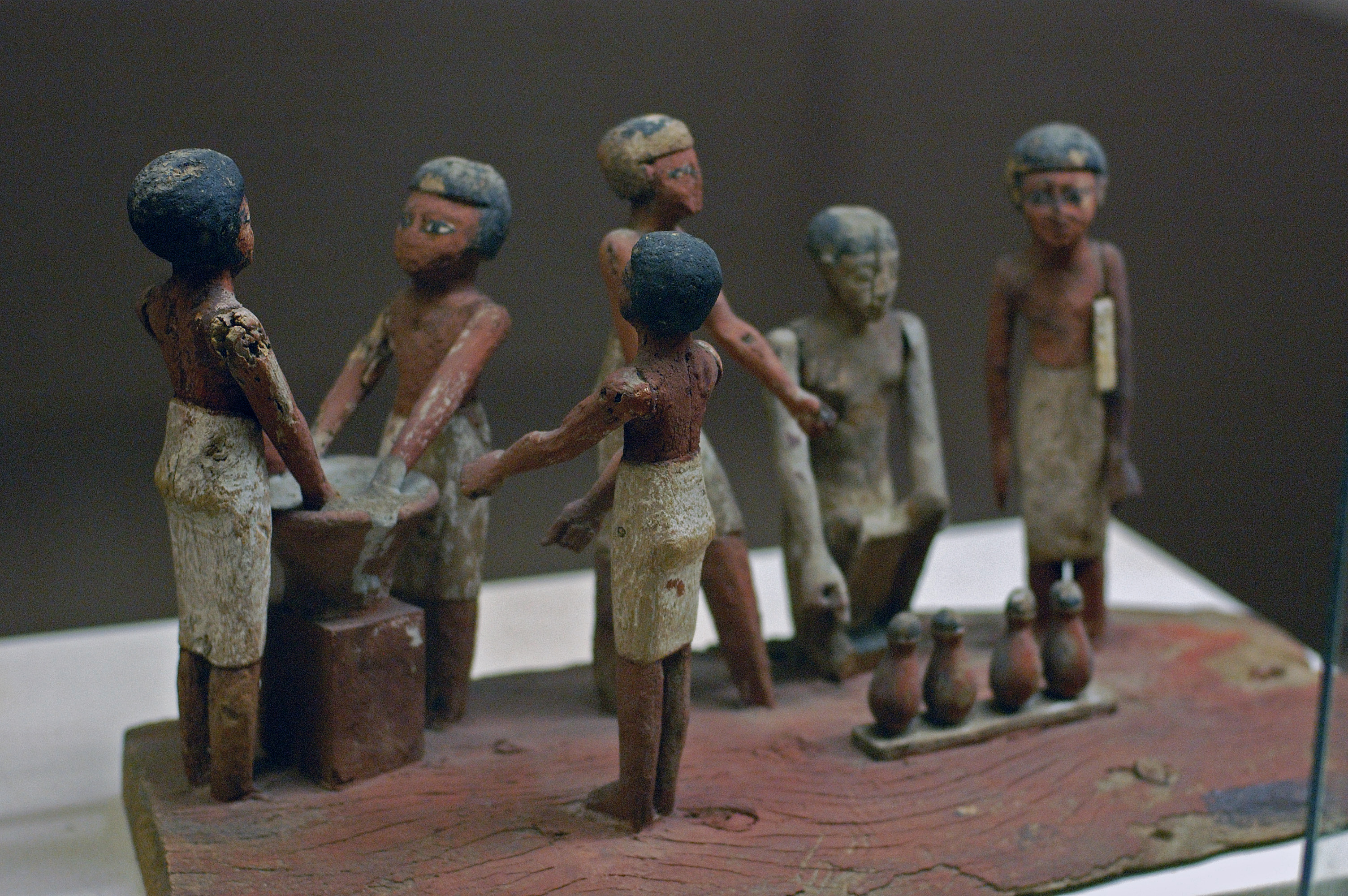
Figurines en bois représentant des brasseurs et des fabricants de bière de l'Égypte antique (Rosicrucian Egyptian Muséum, San Jose, Californie).

L'histoire de la bière est intimement liée à celle de ses ingrédients, ainsi qu'aux avancées technologiques qui firent de cette boisson le breuvage que l'on connaît aujourd’hui. Les premières cultures de céréales, notamment de l'orge et de l'épeautre (une céréale proche du blé), ont été attestées en 8000 av. J.-C. en Mésopotamie. Tous les ingrédients étant disponibles dès cette époque, la bière pouvait donc exister et l'on estime son invention/découverte à 6000 av. J.-C. Cependant, les preuves formelles de son existence, découvertes dans la province de Sumer, remontent au IVe millénaire av. J.-C. À cette époque, la bière, alors appelée « sikaru » (dont la traduction littérale est « pain liquide ») était à la base de l'alimentation quotidienne. On la fabriquait par cuisson de galettes à base d'épeautre et d'orge que l'on mettait à tremper dans de l'eau, afin de déclencher la fermentation nécessaire à la production d'alcool, et que l'on assaisonnait avec de la cannelle, du miel ou toutes autres épices en fonction des préférences des clients. La bière, connue des peuples de Chaldée (maintenant Irak, Koweït) et d'Assyrie (Irak, Syrie, Liban, Israël,), devenue monnaie d'échange, commença sa dissémination. Des recherches archéologiques ont pu démontrer que les Provençaux brassaient déjà leur bière au Ve siècle av. J.-C..

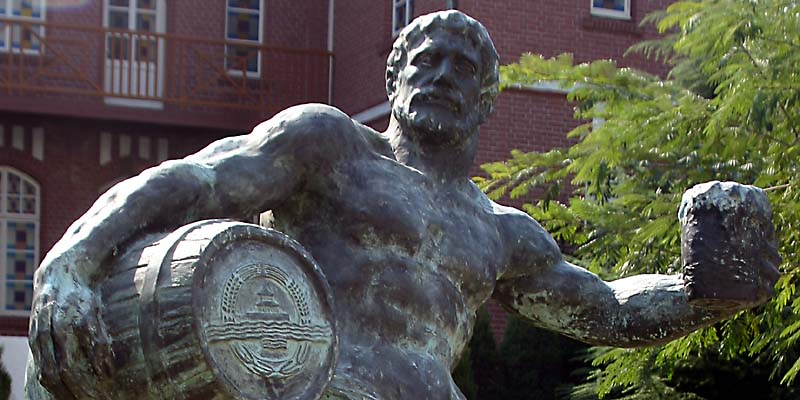
Dionysos buvant une bière, musée de la bière de Qingdao.

Consommée en famille et utilisée comme moyen de paiement à Babylone, boisson des dieux en Égypte (où on l'appelait heneqet), la bière devint dans la Grèce antique (Diodore de Sicile dit qu'elle fut inventée par Dionysos) et dans l’Empire romain celle du pauvre, et le vin celle des dieux. Elle resta cependant la boisson de choix des peuples du Nord, Celtes et Germains. La préférence pour le vin se confirma dans l’Europe chrétienne au début du Moyen Âge, notamment grâce au concile d’Aix-la-Chapelle de 816 qui encouragea les viticultures épiscopales et monastiques dans le but de célébrer l’eucharistie. Il fallut attendre le VIIIe siècle pour voir le brassage de la bière y reprendre de l’importance, en particulier en Bavière. Par la suite, aux environs du XIIe siècle, certains monastères (par exemple en Alsace et en Bavière) se spécialisèrent dans le brassage de la bière, bue par la population à la place d’une eau souvent non potable.
Aujourd’hui, la bière jouit d’un succès mondial en tant que boisson désaltérante et de dégustation. Ce succès remonte au XIXe siècle où la maîtrise de la fermentation basse grâce à la réfrigération et la pasteurisation permirent la production de nouvelles variétés de bière ainsi que leur exportation.

## Usages

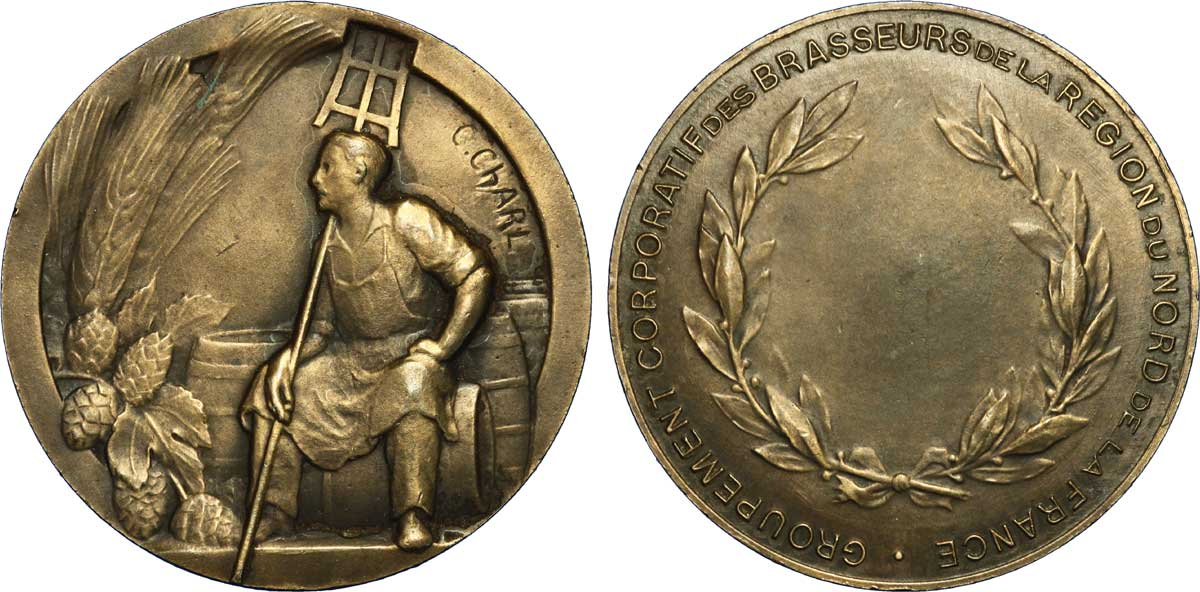
Jeton de la corporation des brasseurs du Nord.

La bière est une boisson qui intervient également dans de nombreuses recettes de cuisine à la bière comme ingrédient premier (exemple : soupe à la bière) ou secondaire apportant une caractéristique particulière au mets (exemple : carbonade flamande).
La bière est utilisée pour le lavage ou l’affinage de certains fromages (exemple : le Cochon 'nez et le Bergues). Elle a aussi été utilisée pour la conservation de la viande. Elle peut aussi être distillée afin de faire de l'eau-de-vie de bière.
Elle sert de badigeon après chaulage des murs.

## Élaboration

Diagramme de fabrication.

L'élaboration de la bière a évolué à travers les âges. Ce que l’on considérait comme de la bière il y a 8 000 ans est sans aucun doute très éloigné de ce que nous connaissons aujourd’hui. Les « migrations » de ce breuvage à travers le monde et le temps ont obligé les brasseurs à adapter le mode de fabrication en fonction des évolutions techniques et des matières premières disponibles. Ce qui n’était autrefois qu’une sorte de « bouillie » alcoolisée, plus proche des aliments solides que des boissons, est devenu, notamment grâce aux progrès de la microbiologie et des techniques industrielles au XIXe siècle, la boisson limpide que l’on connaît aujourd’hui. Les méthodes de fabrication actuelles sont cependant très proches de celles de ces derniers siècles ce qui dénote une normalisation dans le processus de fabrication.

### Ingrédients
Pour produire de la bière, il faut certaines matières premières qui vont être transformées tout au long du processus de fabrication. Il est nécessaire de disposer :
- d’eau de bonne qualité : l’eau constitue de 85 à 95 % de la bière (le solde après fermentation, décantation et filtration étant essentiellement constitué d'alcool éthylique (éthanol) et de sucre). La qualité de l'eau est importante et affecte le goût de la bière. Le rôle de l'eau comme solvant permet au malt et au houblon de libérer leurs sucres et leurs arômes ;
- de malt (essentiellement d’orge mais également de froment pour la Weizenbier, et parfois d'avoine, surtout à titre de complément. Plusieurs autres céréales, maltées ou non, peuvent également être utilisés, souvent en combinaison avec du malt d'orge ) ;
- de houblon : il contient des acides — isohumulone et lupulone — qui stabilisent la bière et lui procurent son amertume, ainsi que des huiles essentielles qui enrichissent ses arômes. En outre, le houblon est un conservateur naturel ;
- et finalement de levures (champignons microscopiques), micro-organismes à la base même du processus de fermentation.

D’autre part, on peut aussi utiliser :
- des grains crus (non maltés mais cuits, notamment du froment pour la bière blanche et le lambic, du riz pour la budweiser) ;
- des épices telles que la coriandre, l’écorce d’orange, le chanvre, le miel, le caramel, etc. ;
- depuis peu existent des bières sans gluten à base de malt de riz, de sorgho malté ou non malté (la Redbridge) et de sarrasin (bière « La Messagère ») ;
- des protéines issues de vessies natatoires de poisson pour clarifier l'apparence (collage)[7].

Selon le Reinheitsgebot édicté le 23 avril 1516, les brasseurs allemands ne pouvaient utiliser que l'orge, le houblon et l'eau.

### Processus

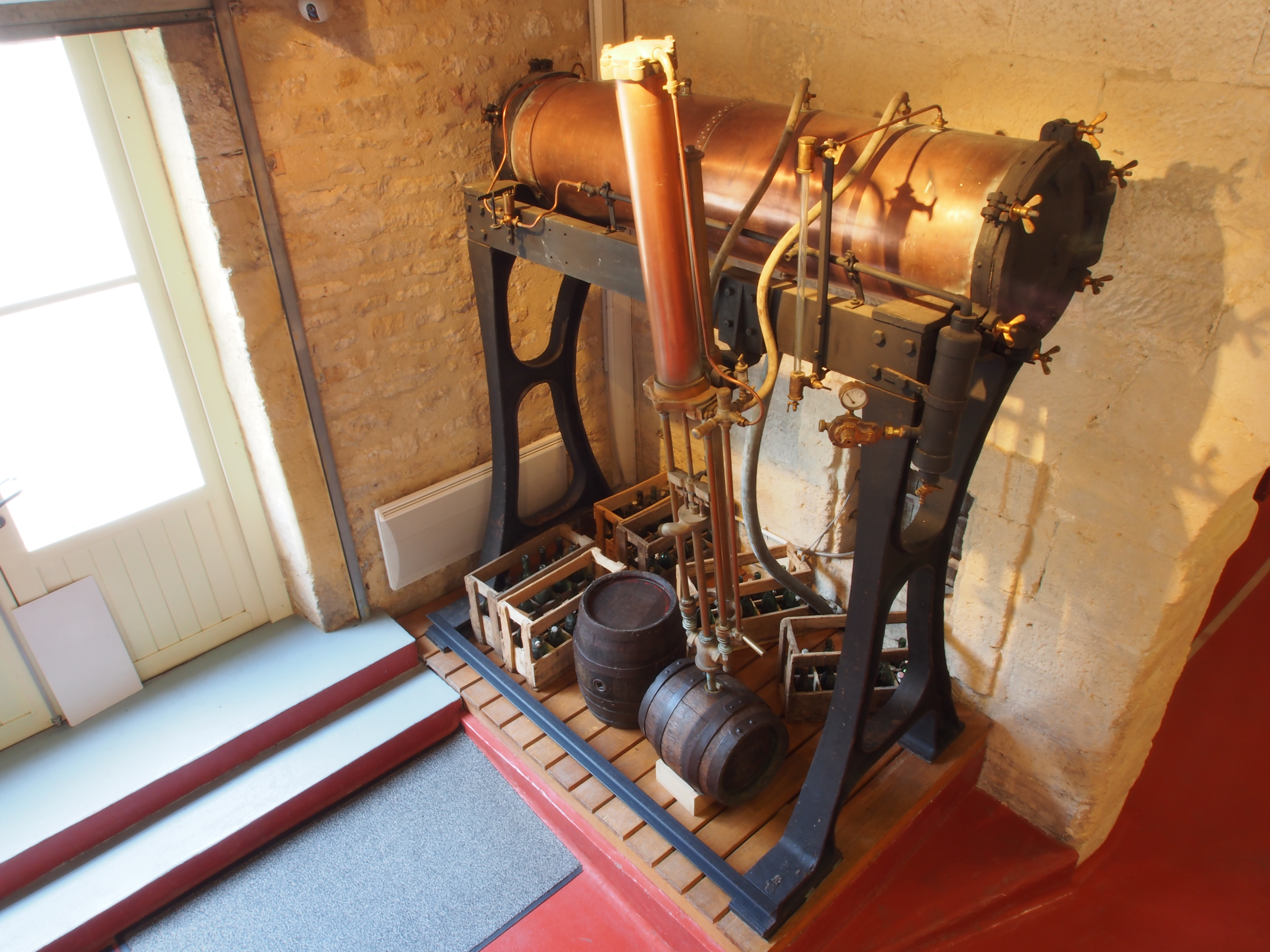
Équipement au Musée européen de la Bière, Stenay (Meuse).

Pour transformer ces matières premières par voies enzymatiques et microbiologiques, on utilise diverses techniques de chauffage et de trempage, ainsi que des levures afin de permettre la fermentation du moût (production d’alcool).
Les étapes sont les suivantes :
1. le maltage : c'est la base d'une bière. Il s'agit de faire germer une céréale (généralement de l'orge) pour obtenir du malt, duquel sera extrait le sucre nécessaire à la fermentation. Pour obtenir du malt, il faut tremper l'orge, le faire germer, le faire sécher et enfin le nettoyer. Il est possible de le torréfier en fin de processus, pour obtenir un malt coloré et avec des arômes de café qui servira à brasser des bières plus noires.
2. l'empâtage : c'est lors de cette étape que le sucre naturellement présent dans le malt (amidon) va être transformé en sucre (saccharification), assimilable par les levures. Le moût monte en température afin d'activer des enzymes naturels, qui vont apporter de l'alcool et du corps à la bière.
3. le rinçage : lors de cette étape, le moût est rincé avec de l'eau chaude. Aucune eau n'est perdue : on rajoute de l'eau au moût par le haut, pendant que l'on laisse de l'eau s'écouler par le bas. L'eau passe ainsi via les drêches (malt cuit) déposées en fond de cuve, pour en extraire le maximum de molécules de sucre.
4. l’ébullition (également appelée « houblonnage ») : est l'étape pendant laquelle le houblon va être rajouté à la préparation, souvent en plusieurs fois. L'ébullition va à la fois faire brunir le moût et le stériliser.
5. le refroidissement : cette étape est technique, puisqu'il s'agit de refroidir le moût le plus rapidement possible, et ce afin d'arrêter toute réaction chimique et ne pas altérer le goût de la bière. En brassage amateur, elle se fait généralement avec un serpentin relié à une arrivée d'eau, plongé dans le cuve.
6. la fermentation : c'est durant cette étape que l'on va ensemencer le moût avec des levures. En fonction des levures (de fermentation haute ou basse), la température de fermentation ne sera pas la même. Cette étape dure généralement plusieurs semaines (trois semaines pour une PILS), et on peut observer du gaz carbonique s'échapper via un barboteur.
7. la mise en bouteille, et la garde : lors de la mise en bouteille, on va diluer un certain grammage de sucre dans de l'eau chaude (sirop), et la rajouter à la bière (6 g/L pour une PILS par exemple). Ce sucre sera consommé par les levures et produira du gaz carbonique. Une bière doit se conserver plusieurs semaines en bouteille avant d'être dégustée. Certains types de bières devront être dégustés rapidement (IPA, NEIPA), alors que d'autres types de bières peuvent se garder des années et se bonifieront avec le temps (Imperial Stout, bières Trappistes)[8]

#### Fermentation
On distingue quatre types de fermentations :
- les bières de fermentation basse sont couramment appelées lagers. On les appelle souvent pils bien que cela soit un abus de langage, la pils étant en fait elle-même une lager ;
- les bières de fermentation haute sont appelées ales. Ces dernières ont des arômes plus complexes et peuvent atteindre un degré d’alcool plus élevé. Les ales et les lagers sont généralement fermentées grâce à des levures de cultures ;
- les bières de fermentation spontanée sont par contre fermentées grâce à des levures sauvages présentes naturellement dans l’air environnant. Le lambic est une des principales bières encore produites de cette manière dans les pays développés. Il sert ensuite de base pour la fabrication du faro, de la gueuze et de bières fruitées et aromatisées telle que la kriek ;
- les bières de fermentation mixte combinent la fermentation haute et la fermentation spontanée.

Certaines bières, notamment en Belgique, subissent une nouvelle fermentation après la mise en bouteille. Une levure, potentiellement différente de la première, peut être ajoutée à cette occasion.
Il existe des bières triples ou tripel, qui ne sont pas des bières ayant subi une triple fermentation, mais des bières pour lesquelles on a ajouté du sucre par rapport à une bière classique, cela vaut aussi pour les bières doubles ou dubbel. Ces bières atteignent généralement un pourcentage relativement élevé d'alcool (plus de 7 %). Cette appellation de "bière triple" provient d'une tradition datant du VIIIe siècle où les moines préparaient trois jus différents à partir des mêmes céréales. La première bière fabriquée à partir du premier jus était plus concentrée en céréales donc en sucre. Elle était appelée la triple ou la "Prima melior". La double appelée la secunda, faite à partir du second jus, était donc deux fois moins forte. Et la dernière issue du troisième rinçage était appelée la tertia, la bière la moins prestigieuse et la plus légère en alcool.

## Caractéristiques

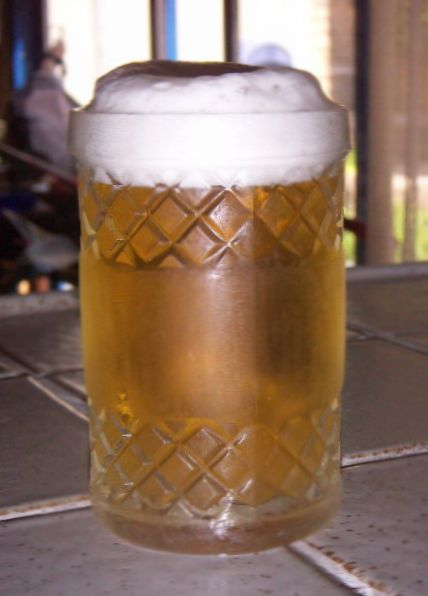
Une chope de bière fraîche.

### Degré d'alcool
En France, on note généralement la bière par son degré d’alcool, mais également par d’autres degrés indiquant la proportion de céréales dans le moût :
- le degré d’alcool correspond au pourcentage d’éthanol en volume contenu dans la boisson ;
- le degré Balling correspond au pourcentage d’extrait sec du moût avant fermentation (utilisé en Allemagne et dans certains pays d’Europe centrale pour déterminer l’impôt sur la bière) ;
- le degré Régie français correspond à la densité du moût avant fermentation : une densité de 1,10 équivaut à 10° Régie.

Il ne faut pas confondre ces degrés entre eux. Par exemple, l’Eku 28 titre 28° Balling et environ 11° d’alcool. On peut retenir que le degré alcoolique est généralement un peu plus du tiers du degré Balling.

### Couleur
La couleur résulte des types de malts de spécialité utilisés. À peine 10 % de malt black patent, mélangé à un malt de base, est suffisant pour produire une bière noire comme l’ébène :
- les blondes sont brassées avec des malts blonds très pâles, donnant des arômes fruités et floraux. La plupart des lagers sont des bières blondes ;
- les ambrées et les rousses sont brassées avec du malt légèrement torréfié, donnant une couleur oscillant entre l’or cuivré et le roux franc, procurant des saveurs caramélisées, des notes de réglisse et de noisette ;
- les brunes font généralement intervenir un malt torréfié, de couleur foncée variant du brun acajou au noir ébène. Au goût, un équilibre entre l’amertume des sucres caramélisés et celle du houblon ;
- les noires (principalement les stouts) sont à base de malts très torréfiés (malt noir de 1 000 EBC, voire plus) ;
- les blanches, souvent non filtrées, doivent leur aspect à l’utilisation de froment (malté ou cru) et à la levure en suspension.

Les bières sont naturellement troubles, cependant, la tendance actuelle tend à généraliser la filtration de la bière en post-fermentation, ce qui explique la limpidité de nos boissons actuelles. C’est notamment le cas des pils ou de la Kölsch. À l’opposé de cette logique de marché, certains brasseurs continuent de produire des bières non (ou peu) filtrées. Les bières trappistes, qui sont fermentées une nouvelle fois durant leur période de garde, font partie de ces bières troubles. Une garde prolongée sans filtration permet d’obtenir une bière parfaitement limpide sans toutefois occasionner la perte de saveurs souvent obtenue lors de la filtration.

### Mousse
Les consommateurs attachent de l'importance aux propriétés de la mousse. La présence d'une mousse stable sur la bière influence par avance le consommateur sur sa saveur, mais les consommateurs diffèrent quant aux critères qu'ils appliquent pour juger de la qualité de cette mousse : certains préfèrent une couche stable d'épaisseur modérée et qui ne laisse aucun résidu après avoir bu, alors que d'autres trouvent attrayants les résidus de mousse.
L'assurance d'une mousse stable et attrayante nécessite la compréhension et l'application de plusieurs principes physiques et chimiques. Au plan physique, il est essentiel que la mousse soit produite efficacement : la présence de sites de nucléation est importante, les déterminants majeurs étant la température et le niveau de carbonatation. La principale force motrice de l'instabilité de la mousse est la disproportion, dans laquelle l'effondrement des bulles est provoqué par le passage du dioxyde de carbone des bulles plus petites aux plus grosses. Comme l'azote ne permet pas facilement ce passage, ce gaz permet d'obtenir des mousses beaucoup plus stables. La stabilité de la mousse dépend de l'équilibre des composants moussants favorables à la mousse (polypeptides, acides amers du houblon, ions métalliques, mélanoïdines) par rapport aux entités antimoussantes, défavorables (éthanol, lipides, détergents). Les principales protéines stabilisatrices de mousse apportées par l'orge maltée sont la protéine Z4 et la protéine de transfert de lipides (LTP1), mais les fragments d'hordéine produits par protéolyse lors du maltage et peut-être du brassage ont une plus grande capacité à pénétrer dans la mousse mais présentent une capacité moindre à stabiliser les bulles. Ils sont en concurrence avec la protéine Z et la LTP1 qui induisent moins de moussabilité mais une plus grande stabilité de la mousse. Les glucides complexés aux protéines peuvent avoir un rôle important à jouer, et c'est potentiellement la raison des avantages apportés à la mousse par le blé. Des modèles cinétiques analogues à ceux employés dans l'étude de la cinétique enzymatique sont utiles pour interpréter les systèmes moussants, tout comme les systèmes modèles.
En 2023, une étude expérimentale — confortée par une simulation numérique — montre que pour un type de bière et un récipient donnés la quantité de mousse (le rapport des volumes de mousse et de liquide) augmente avec la pression d'injection et avec la température, mais que la stabilité de la mousse est maximale pour une température intermédiaire,.

### Goût
On peut regrouper les bières par structure de goût :
- les douces ;
- les amères ;
- les acides ;
- les liquoreuses ;
- les saugrenues (surprenantes et inclassables).

### Caractéristiques nutritives
La bière en tant qu'aliment possède à la fois une valeur nutritive et énergétique qui dépend du type de bière et du type de consommation qui en est fait : boisson ou ingrédient culinaire.
Issue de l'orge commune, une céréale peu panifiable, la bière a toujours eu ce caractère nutritif de pain liquide depuis son usage par les moines lors du carême, ou encore sa confection domestique par des ménagères telle que Katharina von Bora au Moyen Âge. Certains brasseurs perpétuent cette tradition en refusant toute filtration et en proposant ainsi des bières plus rustiques (Kellerbier, Zwickelbier, Zoigl).
Une tendance récente, représentée notamment par le gastronome suisse Harry Schraemli favorise en outre le développement de la cuisine à la bière.

## Effets de la bière sur la santé

### Croyances passées

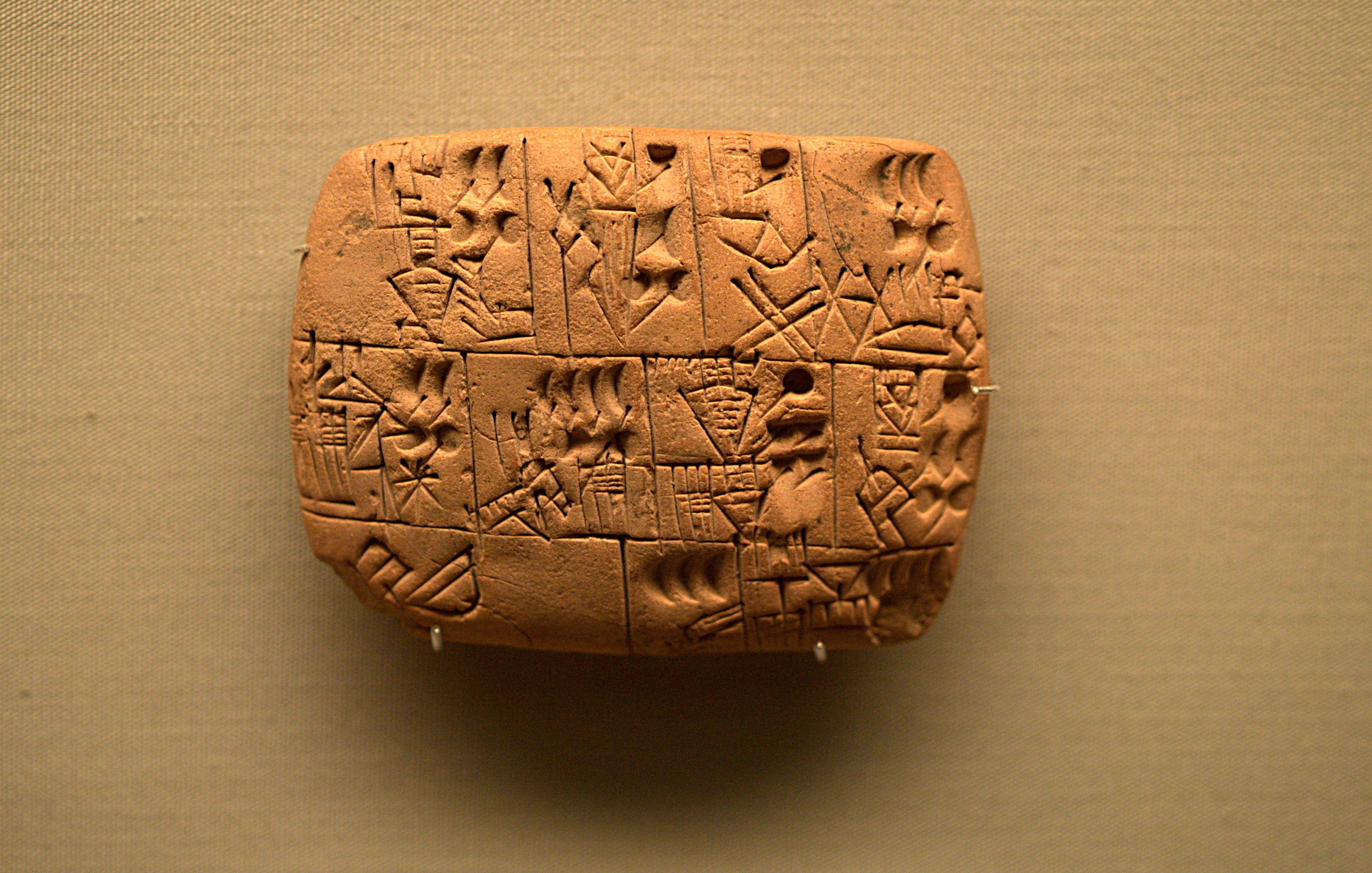
Allocation de bière en 3000 av J-C.

En Égypte ancienne, les femmes utilisaient la bière à des fins cosmétiques ou dermatologiques (cette tradition est toujours vivante en République tchèque sous forme de bain de bière). En Grèce antique, Hippocrate utilisait la bière pour faciliter la diurèse et combattre la fièvre. Arétée la conseillait en cas de diabète et de migraine.
Au Moyen Âge, cet alcool était réputé pour stimuler l’humeur et l’appétit, calmer et favoriser le sommeil. La bière remplaçait aussi avantageusement l'eau souvent contaminée en ce temps, et jusqu'aux réformes des hygiénistes au XIXe siècle, car les germes infectieux étaient détruits lors du brassage.
Au XIXe siècle, la bière était encore fabriquée et vendue en pharmacie, additionnée de plantes telles que le gruit aux vertus diverses.

### Effets
Au XXe siècle, la médecine établit la nocivité de l’alcool sur la santé, et dément tout effet thérapeutique de l'alcool.

## Classification
Pour des raisons pratiques, les consommateurs ont rapidement classé les bières afin de s’y retrouver parmi le nombre important de bières sur le marché. Il existe deux types principaux de classement : le « classement par couleur », et le « classement par fermentation ». Le « classement par couleur » correspond uniquement à la couleur de la bière, indépendamment de sa méthode de fabrication, de sa composition, ou de sa provenance. Au contraire, le « classement par fermentation » correspond au type de fermentation de la bière, ainsi que, dans certains cas, de la couleur.
Certaines catégories sont sans rapport avec les caractéristiques intrinsèques de la bière :
- l’appellation bière trappiste est strictement réservée aux bières brassées sous la supervision de monastères ayant adopté la règle de l’ordre cistercien de la stricte observance. Il est à remarquer que les bières trappistes peuvent être brassées par des laïcs, à condition qu’elles le soient sous supervision trappiste ;
- la bière d’abbaye porte le nom d’une abbaye mais est de nos jours généralement fabriquée en dehors de celle-ci. Certaines abbayes prêtant leur nom à ces bières n’existent plus, ou n’ont même jamais existé ;
- la bière de saison, qui se distingue du style saison, est produite à l’occasion d’un événement particulier de l’année (bière de Noël, bière de la Saint-Sylvestre, bière de mars, etc.).

Certains spécialistes ainsi que diverses associations ont tenté d’établir un classement le plus complet possible des différents types de bières existants (voir article détaillé). Le classement créé conjointement par le Beer Judge Certification Program (BJCP) et l’Institut de la bière décrit par exemple 23 types et 78 sous-types de bières.

## Contenants

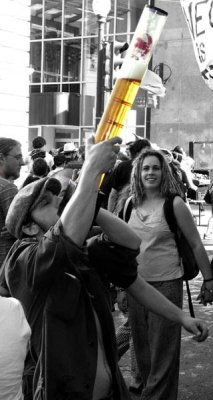
Une « girafe » de bière bue au robinet.

### Verres
Il existe sept grands types de verres. Les flûtes pour servir les pils, les verres calices pour servir les bières d’abbaye et trappistes, les godets de différentes grosseur pour la witbier, le lambic (straight et gueuze) pour les ales britanniques, les chopes (ou bocks) pour les ales anglaises et pour le service de grandes quantités de bières lors de festivals, les tulipes pour certaines blanches, les ballons pour les bières liquoreuses et les verres fantaisistes (verre de cocher, verre en forme de botte, etc.).
La contenance des verres à bière oscille entre 12,5 cl et 2 l. La contenance standard varie d’une région à l’autre, tout comme les appellations que l’on donne aux différentes contenances.
La bière est parfois servie au mètre : un présentoir de 1 mètre de long est percé de façon à pouvoir y présenter une douzaine de verres de 25 cl (0,25 l). Dans les pubs et les bars, on peut également trouver un mode de service original : la « girafe » (cf. photo ci-contre). La « girafe » est un cylindre transparent, d’une contenance de 2,5  à   5 l, monté sur un présentoir et muni d’un robinet pour assurer le service. Bien que le mot soit une expression entrée dans le langage courant, elle est en fait une marque déposée par la société PMP Innovation.
Il existe également des verres « trompeurs » en forme de botte, de spirale, etc., que l’on peut trouver en Allemagne par exemple et qui sont utilisés lors des fêtes de la bière. Le contenu du verre se renverse sur le buveur si celui-ci n’y prend pas garde.

### Bouteilles

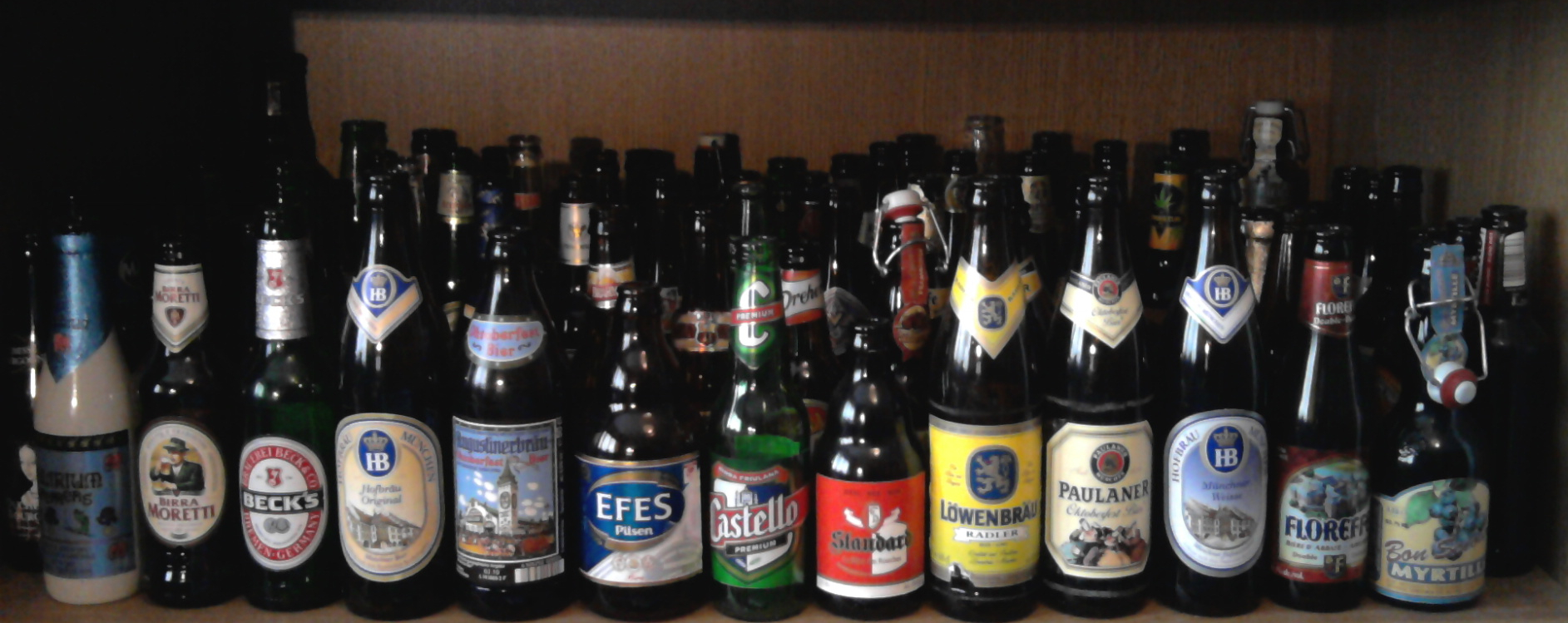
Collection de bouteilles de bière.

Depuis l’origine de la bière, le problème majeur a été de conserver et transporter ce liquide fragile. Au début, les Égyptiens et les Romains utilisaient des amphores en terre cuite, ce qui a permis le commerce de la « bière ». Mais le transport était délicat du fait de la relative fragilité de la terre cuite. L’utilisation par la suite du tonneau en bois inventé par les Gaulois permit d’améliorer la transportabilité.
Par la suite, les moyens de stockage n’ont guère évolué jusqu’au XIXe siècle où les premiers fûts métalliques furent utilisés. Les fûts métalliques sont toujours utilisés par les débitants de boissons (de 20  à   60 l) et par certaines brasseries pour les périodes de garde (jusqu’à 400 l).
Le véritable engouement pour la consommation à domicile de la bière est arrivé grâce à l’invention de la bouteille de 33 cl en 1949 suivi de près par la bouteille de 25 cl et de la canette métallique en 1953. Mais, il existe de nombreuses autres déclinaisons de ces contenants individuels qui sont parfois endémiques à certaines régions du globe.
La bouteille de bière s’appelle également une canette.
La lumière, en provoquant la photolyse des isomères de l’humulone (un composé du houblon) contenu dans la bière, donne à cette dernière une odeur de mouffette. Seul un contenant de verre coloré ou – mieux encore – opaque, protège la bière adéquatement contre ce phénomène, ce qui explique la coloration de la plupart des bouteilles.
La chimie ayant permis la production de dérivés du houblon plus stables à la lumière, certaines marques vendent désormais leurs produits dans des bouteilles transparentes, dans le but de développer un marketing plus efficace.

## Économie

### Production

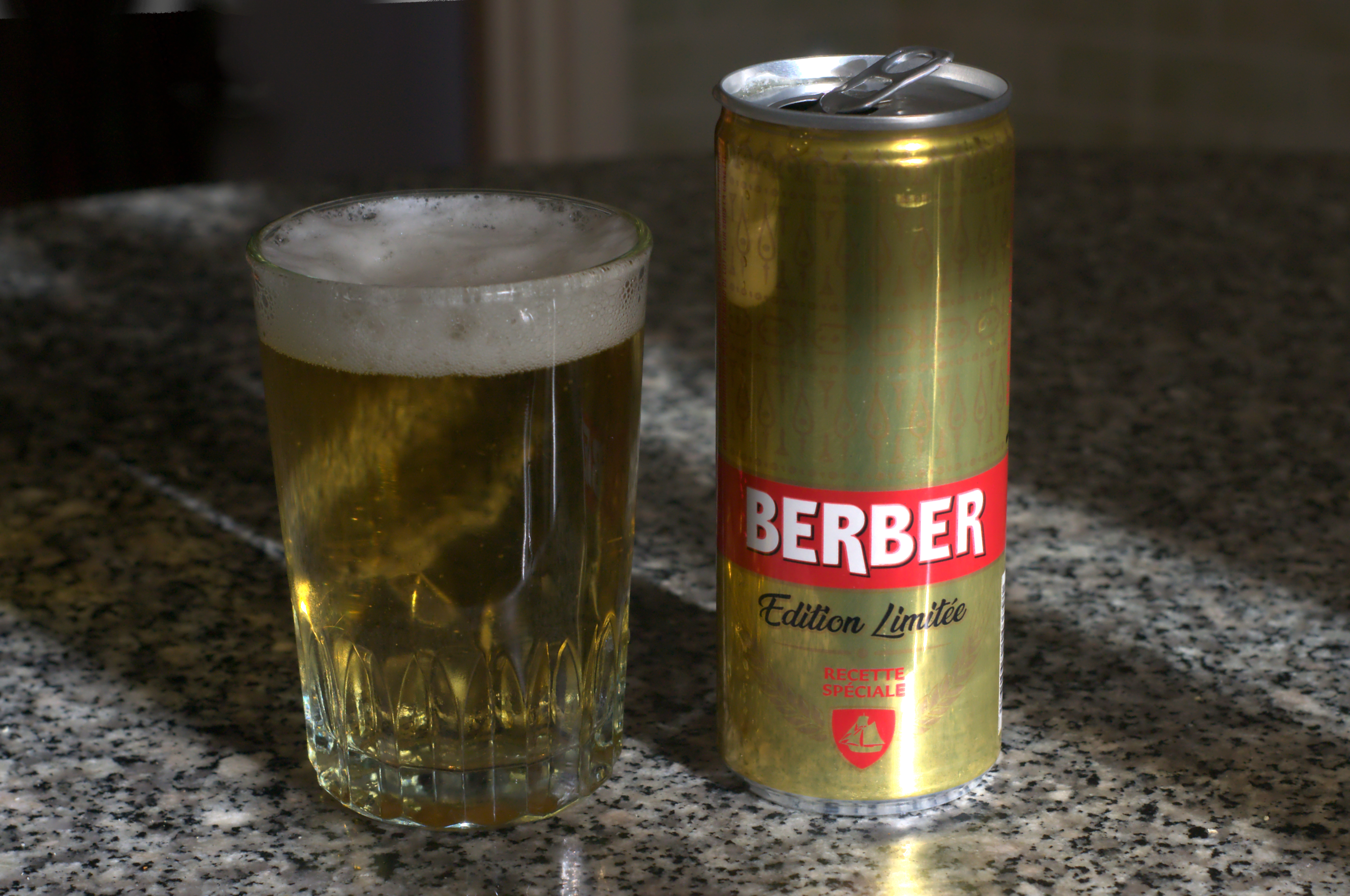
Bière Berber de Tunisie.

Évolution des principaux pays producteurs de bière entre 2002 et 2013 en millions d'hectolitres :
| Rang        | Pays           | Production | % mondial |
| ----------- | -------------- | ---------- | --------- |
| 1           | Chine          | 240 715    | 17,1      |
| 2           | États-Unis     | 235 150    | 16,7      |
| 3           | Allemagne      | 102 136    | 7,3       |
| 4           | Brésil         | 79 883     | 5,7       |
| 5           | Russie         | 70 030     | 5,0       |
| 6           | Mexique        | 63 700     | 4,5       |
| 7           | Royaume-Uni    | 56 672     | 4,0       |
| 8           | Japon          | 42 707     | 3,0       |
| 9           | Espagne        | 28 631     | 2,0       |
| 10          | Pologne        | 26 875     | 1,9       |
| 11          | Afrique du Sud | 25 802     | 1,8       |
| 12          | Canada         | 25 567     | 1,8       |
| 13          | Pays-Bas       | 24 760     | 1,8       |
| 14          | Corée du Sud   | 18 224     | 1,3       |
| 15          | Tchéquie       | 17 987     | 1,3       |
| 16          | Australie      | 17 270     | 1,2       |
| 17          | Venezuela      | 17 194     | 1,2       |
| 18          | France         | 15 360     | 1,1       |
| 19          | Belgique       | 15 060     | 1,1       |
| 20          | Ukraine        | 15 000     | 1,1       |
| Total monde | Total monde    | 1 404 823  | 100       |

| Rang        | Pays           | Production | % mondial |
| ----------- | -------------- | ---------- | --------- |
| 1           | Chine          | 506 912    | 26,8      |
| 2           | États-Unis     | 224 093    | 11,9      |
| 3           | Brésil         | 135 500    | 7,2       |
| 4           | Russie         | 89 359     | 4,7       |
| 5           | Allemagne      | 86 504     | 4,6       |
| 6           | Mexique        | 85 210     | 4,5       |
| 7           | Royaume-Uni    | 42 420     | 2,2       |
| 8           | Pologne        | 39 563     | 2,1       |
| 9           | Espagne        | 32 673     | 1,7       |
| 10          | Afrique du Sud | 31 500     | 1,7       |
| 11          | Japon          | 30 040     | 1,6       |
| 12          | Ukraine        | 27 397     | 1,4       |
| 13          | Nigeria        | 26 500     | 1,4       |
| 14          | Pays-Bas       | 24 272     | 1,3       |
| 15          | Colombie       | 23 350     | 1,2       |
| 16          | Thaïlande      | 22 725     | 1,2       |
| 17          | Venezuela      | 22 420     | 1,2       |
| 18          | Corée du Sud   | 20 920     | 1,1       |
| 19          | Canada         | 19 167     | 1,0       |
| 20          | Autriche       | 18 600     | 1,0       |
| Total monde | Total monde    | 1 890 971  | 100       |

La France est le cinquième producteur européen de bière avec une production de 16,8 millions d’hectolitres en 2004 dont elle exporte 10 %. Le secteur brassicole génère près de 2 milliards d’euros de chiffre d’affaires annuel et entretient plus de 4 500 emplois. L’essentiel de la production est assurée dans les régions Grand-Est et Hauts-de-France, particulièrement en Alsace (60 % de la production française) ainsi que dans le Nord-Pas-de-Calais (voir la liste des brasseries du Nord-Pas-de-Calais). Dans une moindre mesure la production est également importante en Lorraine, en Bretagne et en Bourgogne. En 2010, quatre entreprises (Kronenbourg, Heineken, Champigneulles, Saint-Omer) dépassent la production annuelle du million d'hectolitre et cumulent ensemble 88,6 % de la production nationale avec 15,6 millions d’hectolitres.
Malgré un marché de petite taille et une forte tradition vinicole, plus de 300 bières différentes sont produites sur le sol français. Il faut également noter qu’au XXe siècle, plus de 4 500 brasseries ont existé en France, dont au moins 1 500 rien que pour la région Nord/Pas-de-Calais. Avec les 5,4 millions d’hectolitres d’importation en 2004, la consommation moyenne par an et par habitant atteint les 33,7 l ce qui situe les Français parmi les plus faibles consommateurs de bière d’Europe.
La Belgique est souvent reconnue comme étant le pays de la bière. Il s’y produit plus de mille bières différentes dont six des dix bières trappistes reprenant le logo officiel : Orval, Chimay, Westvleteren, Rochefort, Westmalle et Achel. La consommation annuelle par habitant est de 96,2 l en 2003. Le plus important brasseur en quantité est : Anheuser-Busch InBev (souvent appelé AB InBev) issu de la fusion de Anheuser-Busch et InBev.

Bières belges représentées sur des peintures murales de la gare de Louvain-la-Neuve
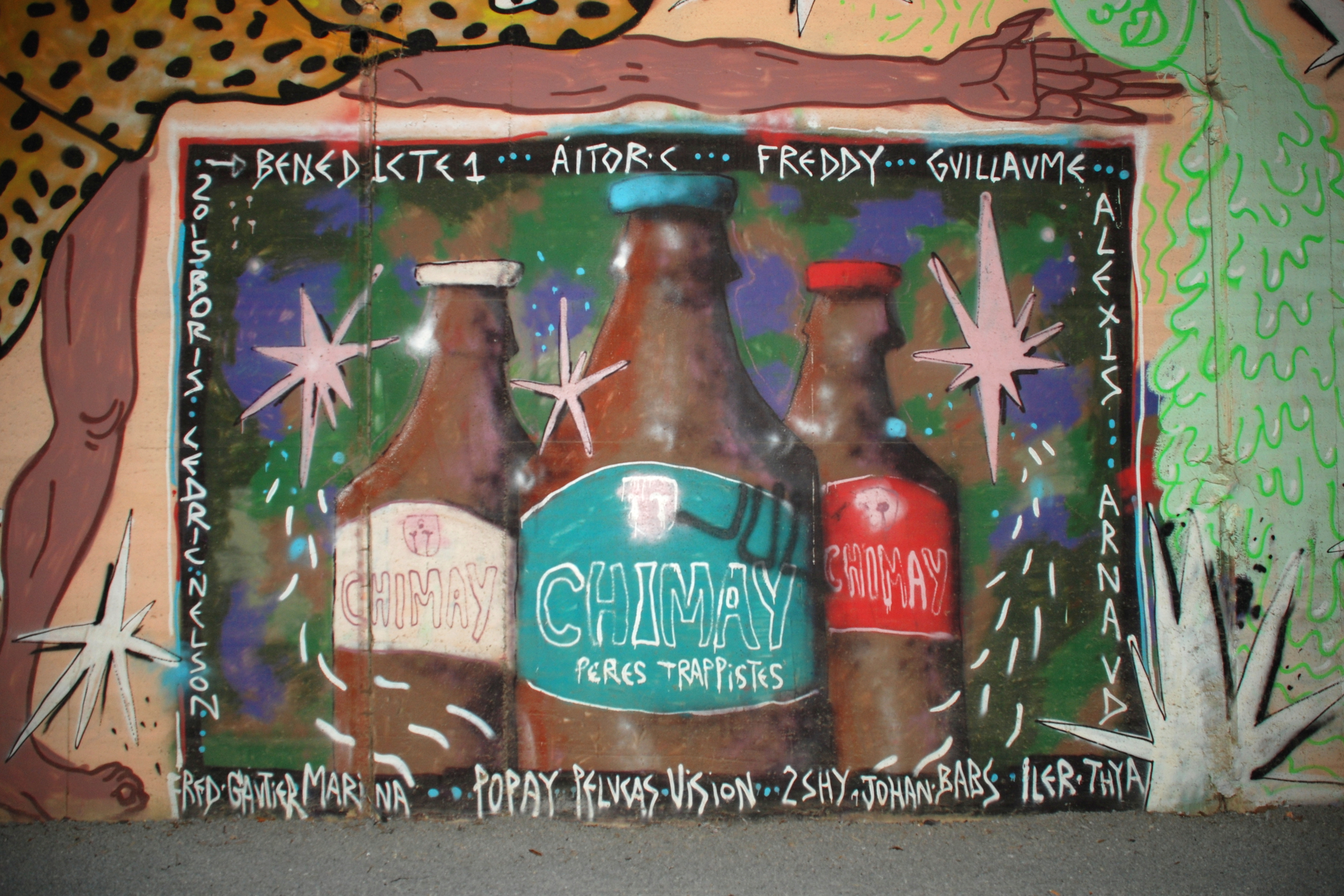
Bouteilles de Chimay.
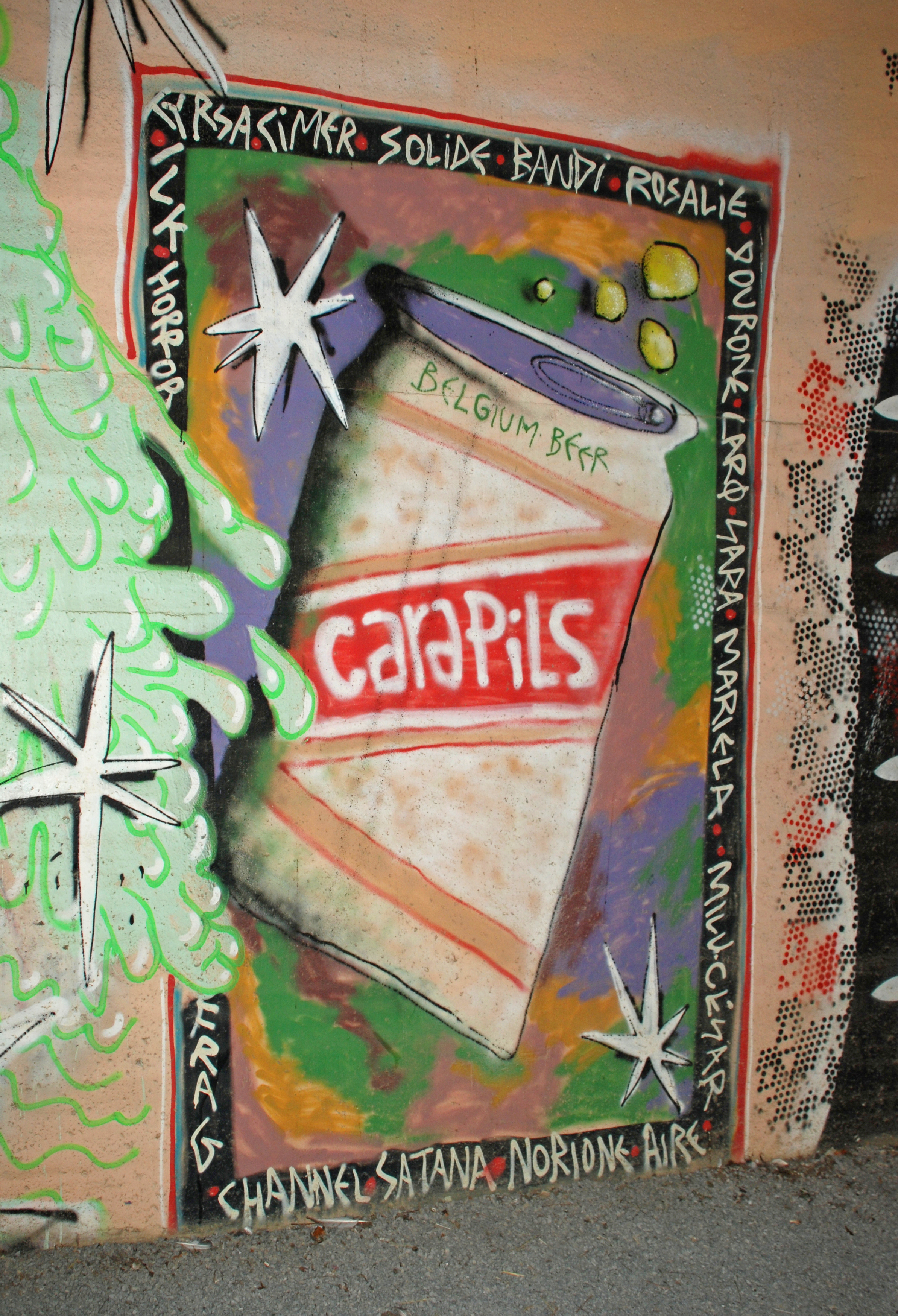
Canette de Cara Pils.

### Consommation
Si l'on regarde plus loin que la Consommation annuelle de bière par habitant par pays, la production mondiale, bien qu’en baisse ces dernières années, avoisine actuellement les 1 900 millions d’hectolitres, dont près de 507 millions d´hectolitres consommés en Chine. Cette production est aux mains d’un nombre de plus en plus réduit de firmes internationales.

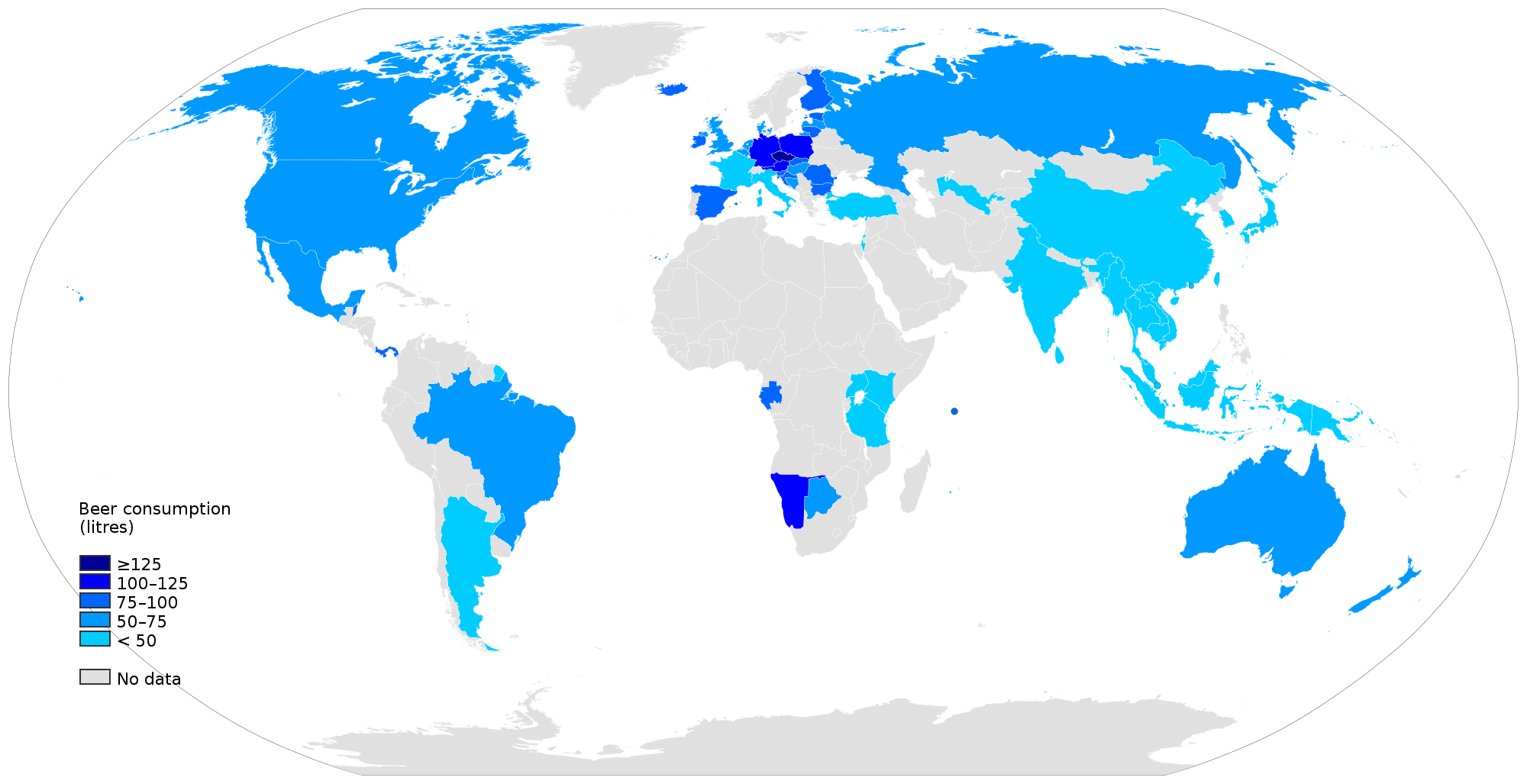
Carte de la consommation mondiale de bière par habitant et par pays (2012).

| Rang | Pays               | Consommation en litres par an et par habitant en 2012 |
| ---- | ------------------ | ----------------------------------------------------- |
| 01   | République tchèque | 148,6                                                 |
| 02   | Autriche           | 107,8                                                 |
| 03   | Allemagne          | 106,1                                                 |
| 04   | Estonie            | 102,4                                                 |
| 05   | Pologne            | 98,5                                                  |
| 06   | Irlande            | 98,3                                                  |
| 07   | Croatie            | 85,9                                                  |
| 08   | Venezuela          | 85,5                                                  |
| 09   | Finlande           | 84,2                                                  |
| 10   | Roumanie           | 83,2                                                  |
| 11   | Australie          | 83,1                                                  |
| 12   | Panama             | 82,3                                                  |
| 13   | Slovénie           | 80,1                                                  |
| 14   | États-Unis         | 77,1                                                  |
| 15   | Bulgarie           | 76,8                                                  |
| 16   | Pays-Bas           | 75,7                                                  |
| 17   | Russie             | 74,1                                                  |
| 18   | Belgique           | 74                                                    |
| 19   | Lituanie           | 72,5                                                  |
| 20   | Hongrie            | 71,3                                                  |

| Pays               | Consommation |
| ------------------ | ------------ |
| Allemagne          | 161,5        |
| République tchèque | 157,0        |
| Irlande            | 141,2        |
| Autriche           | 110,6        |
| Luxembourg         | 101,6        |
| Royaume-Uni        | 101,5        |
| Belgique           | 96,2         |
| Danemark           | 96,2         |
| Australie          | 91,5         |
| Slovaquie          | 88,4         |
| Venezuela          | 82,1         |
| États-Unis         | 81,6         |
| Finlande           | 80,2         |
| Pologne            | 79,0         |
| Portugal           | 78.9         |
| Pays-Bas           | 78,7         |
| Estonie            | 75,0         |
| Nouvelle-Zélande   | 72,8         |
| Hongrie            | 72,2         |
| Espagne            | 68,4         |
| Suisse             | 58,2         |
| Norvège            | 50,5         |
| Brésil             | 49,7         |
| France             | 35,4         |

|  |  |

#### Parts de marché en France
En 2009, les ventes de bières en grande distribution se concentrent sur les marques suivantes :
- Heineken : 18,50 %
- Kronenbourg (marque detenue par le groupe Carlsberg depuis 2008) : 18,40 %
- 1664 (marque detenue par le groupe Carlsberg depuis 2008) : 10,90 %
- Leffe (marque du groupe Anheuser-Busch InBev) : 7,70 %
- Desperados (marque du groupe Heineken) : 6,70 %
- MDD et premiers prix : 4,00 %
- 33 Export (marque du groupe Heineken) : 3,90 %
- Pelforth (marque du groupe Heineken) : 2,80 %
- Bavaria (marque du groupe hollandais Swinkels Family Brewers) : 2,00 %
- Grimbergen (marque detenue par le groupe Carlsberg depuis 2008): 2,10 %

### Brasseurs industriels

#### Palmarès par année
En 2021 :

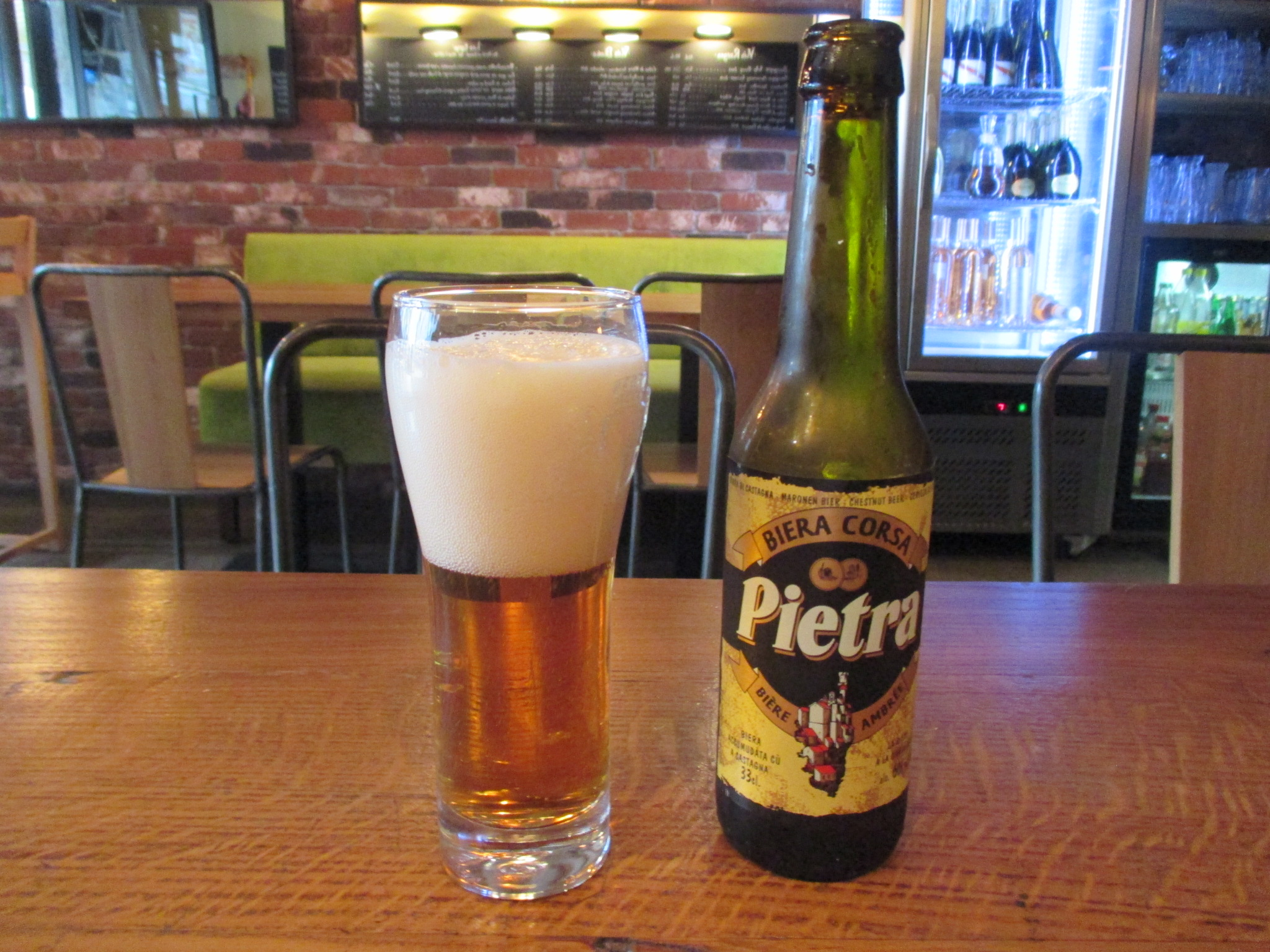
Bière Pietra corse.

1. Anheuser-Busch InBev (Belgique) - 581,7 millions d’hectolitres
2. Heineken (Pays-Bas) - 231,2 millions d’hectolitres
3. Carlsberg (Danemark) - 119,6 millions d’hectolitres
4. China Resources (Chine) - 112,2 millions d’hectolitres
5. Molson Coors (états-unis/canada) - 84 millions d’hectolitres

En 2014 :
1. Anheuser-Busch InBev (Belgique) - 411,5 millions d’hectolitres
2. SABMiller (Royaume-Uni) - 187,8 millions d’hectolitres
3. Heineken (Pays-Bas) - 181,3 millions d’hectolitres
4. Carlsberg (Danemark) - 122,8 millions d’hectolitres
5. China Resources (Chine) - 118,4 millions d’hectolitres

En 2007
1. InBev (marques Stella Artois, Leffe) - 14,4 milliards d'euros de chiffre d’affaires (BE-BR) ;
2. Heineken - 12,6 milliards (NL) ;
3. SABMiller - 11 milliards (US-ZA) ;
4. Anheuser-Busch (marque Budweiser) - 10,8 milliards (US) ;
5. Carlsberg - 6 milliards (DK) ;
6. Scottish & Newcastle - 3,8 milliards (UK).

En 2005 :

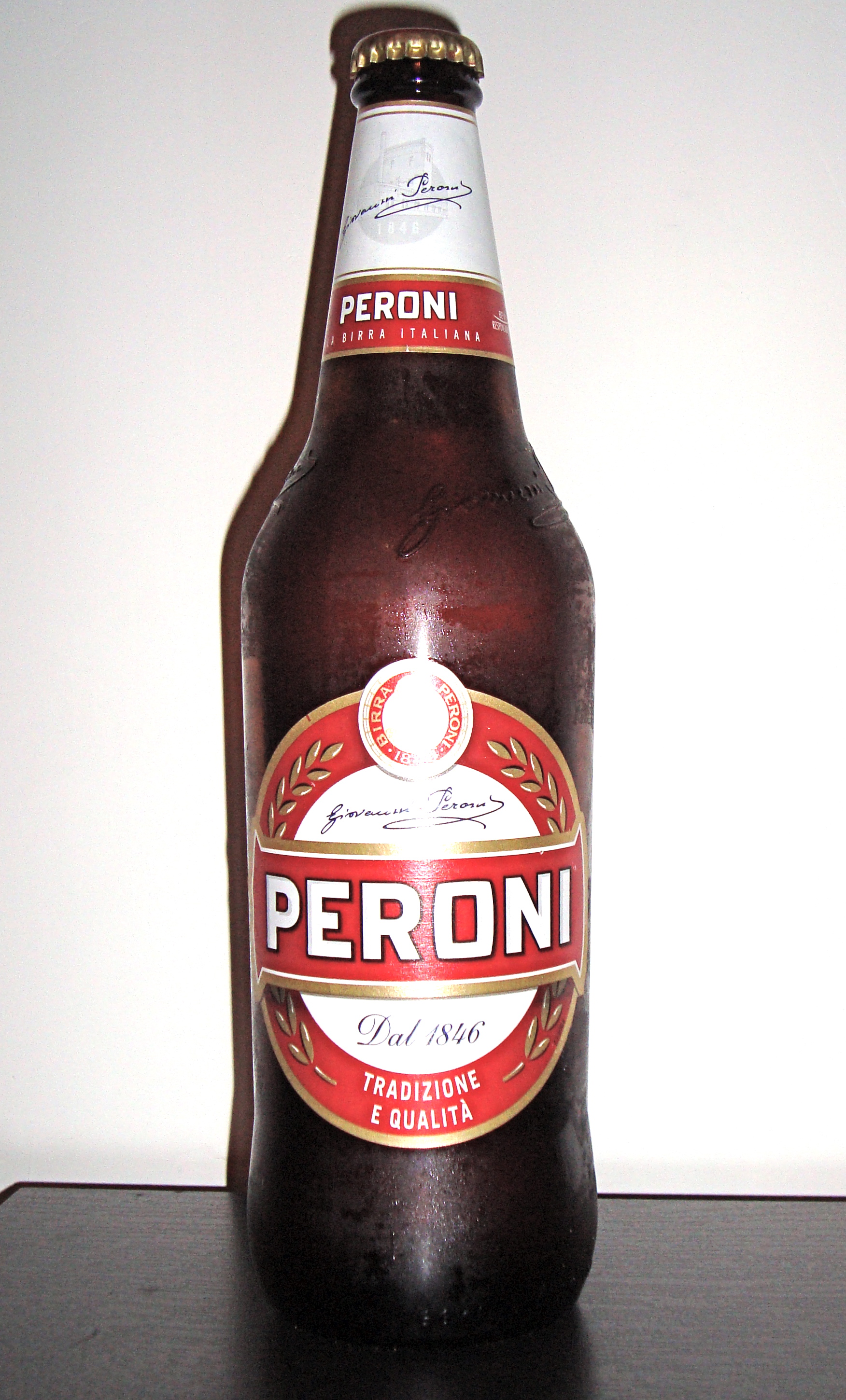
Bière Peroni italienne.

1. InBev - 235,6[30][source insuffisante] millions d’hectolitres (BE-BR)

En 2004[réf. nécessaire] :
1. InBev - 233,5 millions d’hectolitres (BE-BR) ;
2. Anheuser-Busch - 152 millions d’hectolitres (US) ;
3. SABMiller - 135 millions d’hectolitres (US-ZA) ;
4. Heineken - 107 millions d’hectolitres (NL) ;
5. Carlsberg - 78 millions d’hectolitres (DK) ;
6. Scottish & Newcastle - 52 millions d’hectolitres (UK).

En 2000[réf. nécessaire] :
1. Anheuser-Busch - 121 millions d’hectolitres (US) ;
2. Heineken - 74 millions d’hectolitres (NL) ;
3. Ambev - 63 millions d’hectolitres (BR) ;
4. Miller Brewing - 53 millions d’hectolitres (US) ;
5. SAB (South Africa Breweries) - 43 millions d’hectolitres (ZA) ;
6. Interbrew - 37 millions d’hectolitres (BE).

Compte tenu de la baisse de consommation dans les pays développés, le secteur connaît une opération de concentration rapide :
- en janvier 2008, Heineken et Carlsberg ont offert 10 milliards d'euros pour racheter Scottish & Newcastle et s'en partager les actifs[31].
- en juin 2008, Inbev a proposé le rachat d'Anheuser-Busch pour 30 milliards d'euros[31].
- en octobre 2015, SABMiller annonce avoir accepté l'offre d'acquisition de Anheuser-Busch InBev de 96 milliards d'euros.

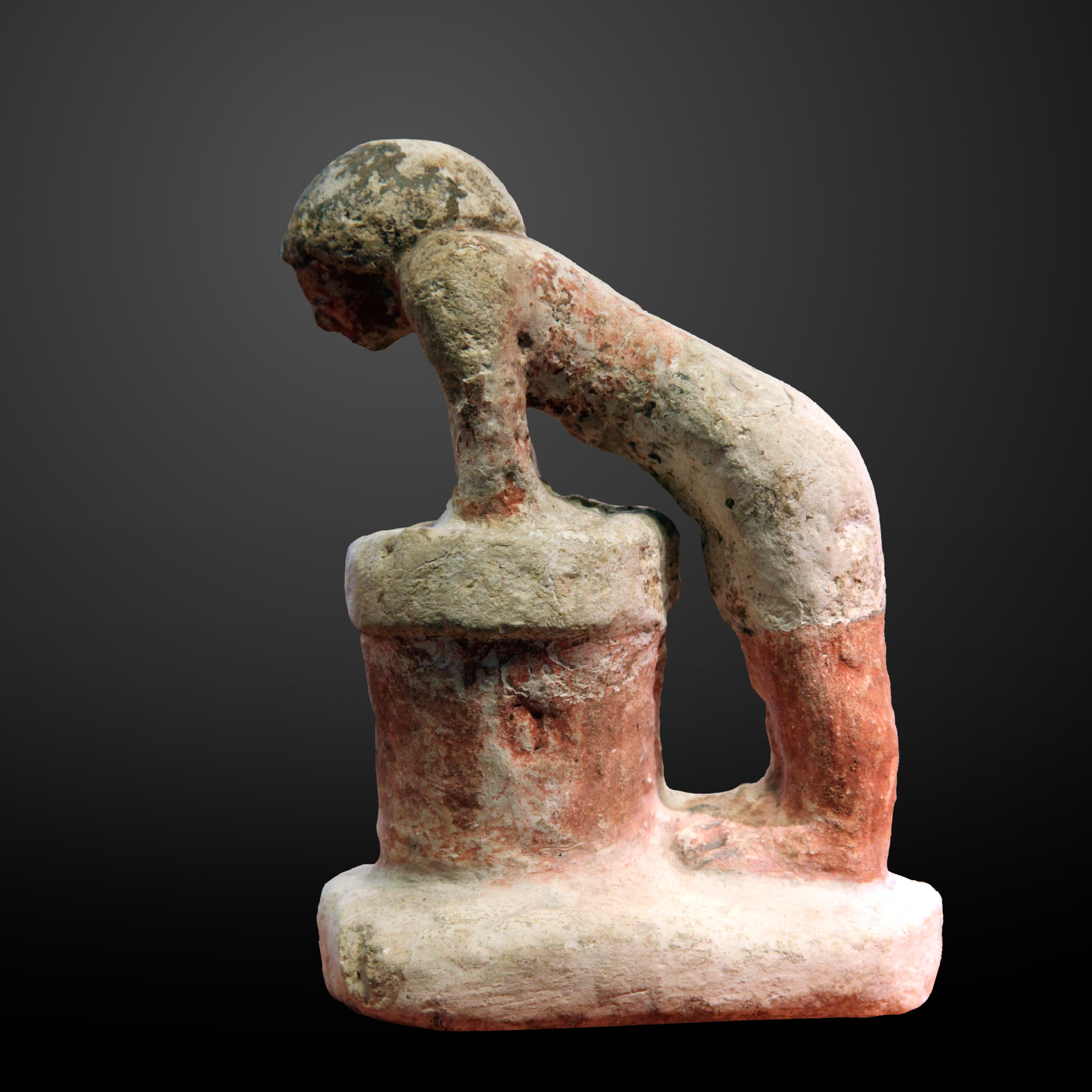
Terre cuite représentant un brasseur de bière, Égypte, - 2200 av. J.-C.

### Innovation autour de la bière
L'industrie de la bière connaît de nombreuses innovations, tant sur le produit, que sur le packaging. Concernant les innovations autour du produit, les bières sans alcool ont vu le jour en 2000, les bières aromatisées (ex. la Pietra rouge en juillet 2014) et le concentré en sachet en février 2014. Concernant les innovations autour du packaging il y a eu les tonnelets sous pression et le kit de préparation à domicile.

#### Bière antique
En mai 2019, des chercheurs et microbiologistes israéliens parviennent à recréer une bière dite « bière des pharaons » avec une teneur en alcool de 6 % et un hydromel à 14 % à partir de souches de levures datant d'il y a environ 3 000 ans et retrouvées dans des jarres antiques découvertes sur des sites archéologiques dans le centre d'Israël (près du lieu de combat de David et Goliath raconté dans la Bible hébraïque), dans la région de Jérusalem, à Tel Aviv ainsi que dans le désert du Néguev (faisant partie anciennement de l'Égypte des pharaons), qu'ils ont brassées selon les méthodes modernes. Les chercheurs de l'Autorité des antiquités israéliennes et les trois universités du pays qui ont participé à l'expérience se sont aperçus que l'une des levures découvertes ressemblait à celle utilisée dans la bière traditionnelle du Zimbabwe et une autre à celle utilisée dans la fabrication du Tedj, un hydromel éthiopien,. C'est la première fois au monde que des chercheurs parviennent à recréer des aliments à partir d'ingrédients de cette époque antique.